# 신기영 초상
신기영 초상화(申箕永 肖像畵)는 대한민국 전북특별자치도 진안군 주천면에 있는 일제강점기의 초상화이다. 2013년 11월 15일 전라북도의 유형문화재 제225호로 지정되었다.

## 개요
이덕응 제자인 신기영(20세) 입상 초상화는 지금까지 발견된 석지 채용신이 그린 초상화에서는 대부분 배경을 그리지 않고 있는데, 이작품은 1916년에 황단을 배경으로 제작된 매우 희귀한 작품이다.
더욱이 이 초상화는 조선조말 최고의 초상화가인 석지 채용신의 필치가 담긴 작품들로서 예술적 가치가 크며, 회화사적인 면에서도 중요한 가치를 지니고 있다.

## 같이 보기
- 이덕응
- 채용신

## 참고 자료
- 신기영 초상 - 국가유산청 국가유산포털